# 平野站 (JR西日本)

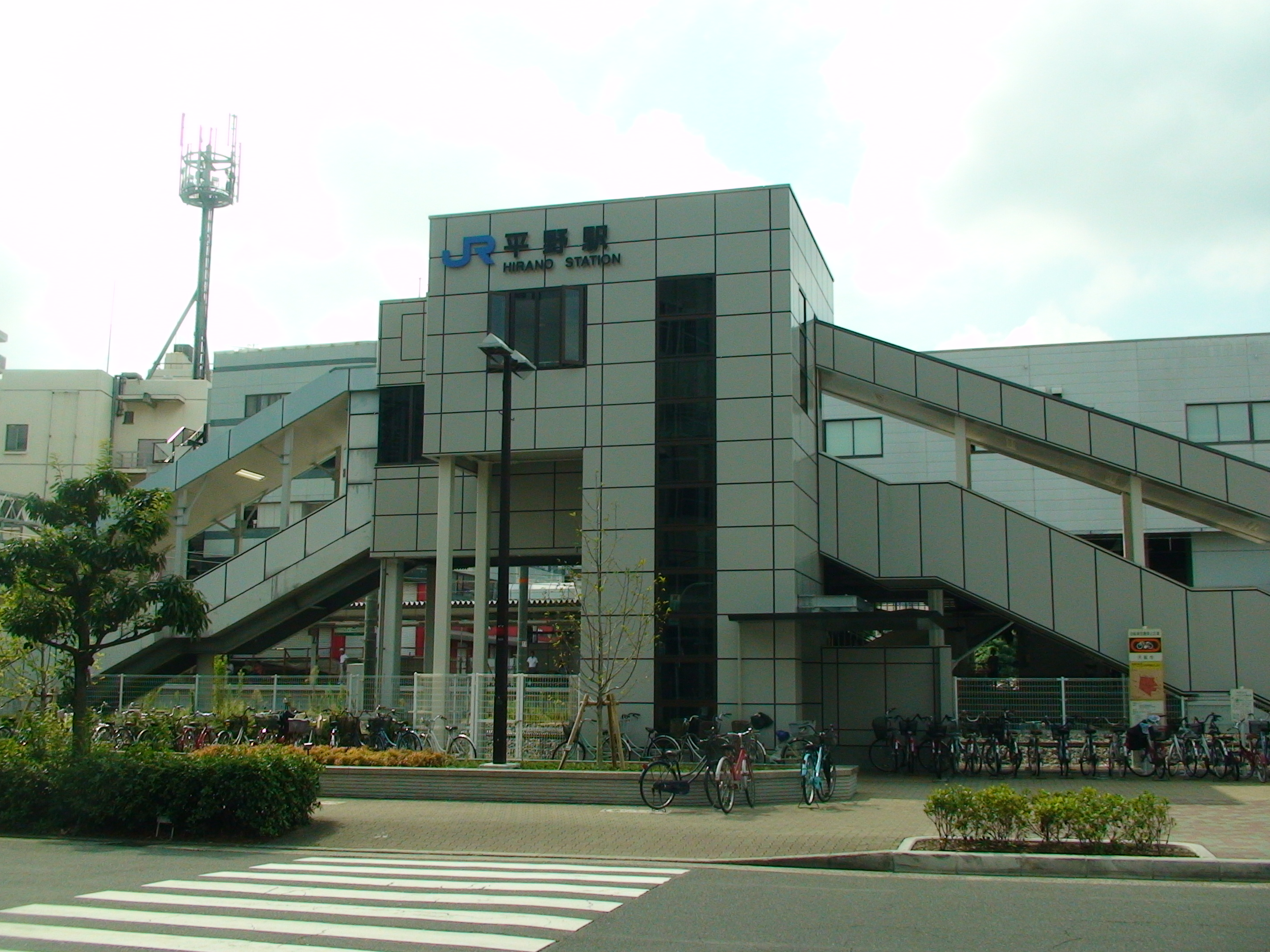
北口外观（2010年09月）

平野站（日语：／ Hirano eki */?）位于大阪市平野区，是西日本旅客铁道（JR西日本）關西本線的鐵路車站。

## 历史
- 1889年5月14日 - 随着大阪铁道凑町站（现JR难波站）至柏原站区间开通，本站投入运营。
- 1900年6月6日 - 大阪铁道线路被关西铁道继承，成为关西铁道车站。
- 1909年10月12日 - 线路名称制定，成为关西本线车站。
- 1931年8月10日 - 片町线货物支线（城东货物线）放出站区间开通，与关西本線交叉点设置正覚寺信号場（初代）。
- 1939年10月15日 - 正覚寺信号場（初代）到本站区间废弃。
- 1941年7月25日 - 正覚寺信号場（二代）到本站重新开通。
- 1963年10月1日 - 停止办理货运业务。关西本线的貨物支線至百济站区间开通。
- 1973年12月26日 - 站内发生平野站列车脱线颠覆事故 ，此次事故促成了ATS-P的研发。
- 1987年4月1日 - 国铁分割民营化后成为JR西日本车站。百济站被日本货物铁道接管。
- 1988年3月13日 - 线路爱称大和路线开始使用。
- 2003年11月1日 - 支持使用ICOCA[2]。
- 2009年10月4日 - 大阪环状、大和路线运行管理系统开始使用。
- 2018年3月12日 - 开始使用车站编号[3]。

## 车站结构
侧式站台1台1线与岛式站台2台2线构成的地上车站，跨线式站房。
天王寺站管理的直营站。特定都区市内制度下“大阪市内”车站。支持使用ICOCA.

### 站台
| 站台 | 路线     | 方向 | 目的地                   | 参考  |
| ---- | -------- | ---- | ------------------------ | ----- |
| 1    | 大和路線 | 下行 | 天王寺、JR難波、大阪方向 | [ 4 ] |
| 2    | 大和路線 | 上行 | 柏原、王寺、奈良方向     | [ 4 ] |

## 使用情况
根据《大阪府统计年鉴》2017年日均乘车人数11,428。
| 年度   | 1日平均 乘车人数 |
| ------ | ---------------- |
| 1997年 | 12,477           |
| 1998年 | 12,266           |
| 1999年 | 12,042           |
| 2000年 | 11,860           |
| 2001年 | 11,862           |
| 2002年 | 11,721           |
| 2003年 | 11,861           |
| 2004年 | 11,838           |
| 2005年 | 11,807           |
| 2006年 | 11,831           |
| 2007年 | 11,606           |
| 2008年 | 11,500           |
| 2009年 | 11,187           |
| 2010年 | 11,377           |
| 2011年 | 11,572           |
| 2012年 | 11,548           |
| 2013年 | 11,824           |
| 2014年 | 11,606           |
| 2015年 | 11,639           |
| 2016年 | 11,457           |
| 2017年 | 11,428           |

## 相鄰車站
西日本旅客鐵道
 大和路線（關西本線）
■大和路快速、■快速、■区間快速
通过
■普通
加美（JR-Q23）－平野（JR-Q22）－東部市場前（JR-Q21）
片町線貨物支線（城東貨物南聯络線、沒有旅客列車運行）
正覺寺信號場－平野
日本貨物鐵道
關西本線貨物支線（沒有旅客列車運行）
平野－（貨）百濟貨物總站

## 外部連結
- 平野｜車站資訊：JR出門網 - 西日本旅客鐵道